# Ciesław (Świerzno)
Ciesław [ˈt͡ɕeswaf] (deutsch Tetzlaffshagen) ist ein Dorf in der Gmina Świerzno, in der polnischen Woiwodschaft Westpommern. Es liegt 6 km südöstlich von Świerzno, 16 km östlich von Kamień Pomorski und 63 km nordöstlich von Stettin.
Vor 1945 bildete Tetzlaffshagen eine Landgemeinde im Landkreis Cammin i. Pom. der preußischen Provinz Pommern. Zur Landgemeinde gehörten neben Tetzlaffshagen keine weiteren Wohnplätze. Die Gemeinde zählte im Jahre 1925 198 Einwohner in 38 Haushaltungen, im Jahre 1933 220 Einwohner und im Jahre 1939 ebenfalls 220 Einwohner.